# Sienna Grobla

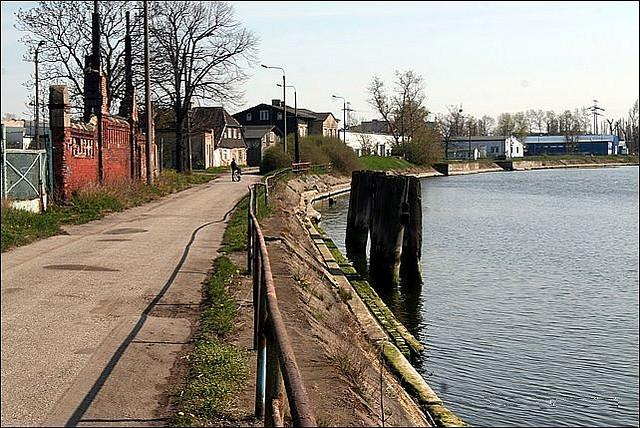
Sienna Grobla (2008)

Sienna Grobla (deutsch Strohdeich) ist ein Stadtteil von Danzig in Polen. Es liegt im Nordosten des Stadtbezirks Śródmieście (Danziger Innenstadt). Die Industriebrache im Norden des Viertels wird zu einem Wohngebiet umgestaltet.

## Lage
Der Stadtteil wird im Westen von der Motława (Mottlau), im Norden von der Martwa Wisła (Toten Weichsel), im Osten vom Opływ Motławy (Mottlau-Umfluter) und im Süden von den Straßen Długie Ogrody (Langgarten) und ulica Elbląska (ehemals Kneipab) begrenzt. Die Nordwestspitze ist die Halbinsel Polski Hak (Polnischer Haken) zwischen der Mündung der Motława und der Martwa Wisła.

## Geschichte
Der Wohnplatz Strohdeich wurde am 17. März 1814 mit dem Polnischen Haken in das Danziger Stadtgebiet eingegliedert. Am Ende des Strohdeichs wurde eine Parkanlage mit markierten Wegen und Bänken angelegt. Keier und Devrient gründeten am 1856 eine Werft Johannsen & Co, seit 1865 die Devrient-Werft, die 1871–1872 die ersten deutschen Torpedoboote herstellte. Ein weiterer Teil des Geländes wurde 1865 von J. W. Klawitter gekauft. Der Erweiterung um eine moderne Gießerei (1886–1887) und eine Fabrik für Schiffsmaschinen sowie eine Kesselschmiede (1899–1901) fiel die Parkanlage zum Opfer. Devrient wurde 1914, Klawitter 1931 geschlossen.
Zwischen 1918 und 1920 erwarb Polen einen Teil des Polnischen Hakens. Nach dem Zweiten Weltkrieg wurde dort Fisch verarbeitet. Der kleine Verarbeitungsbetrieb der Vorkriegszeit wurde in den 1960er Jahren zur Fischereigenossenschaft „Jedność Rybacka“ ausgebaut.